# Gediz
Gediz là một huyện thuộc tỉnh Kütahya, Thổ Nhĩ Kỳ. Huyện có diện tích 1442 km² và dân số thời điểm năm 2007 là 54259 người, mật độ 38 người/km².